# Ventotene

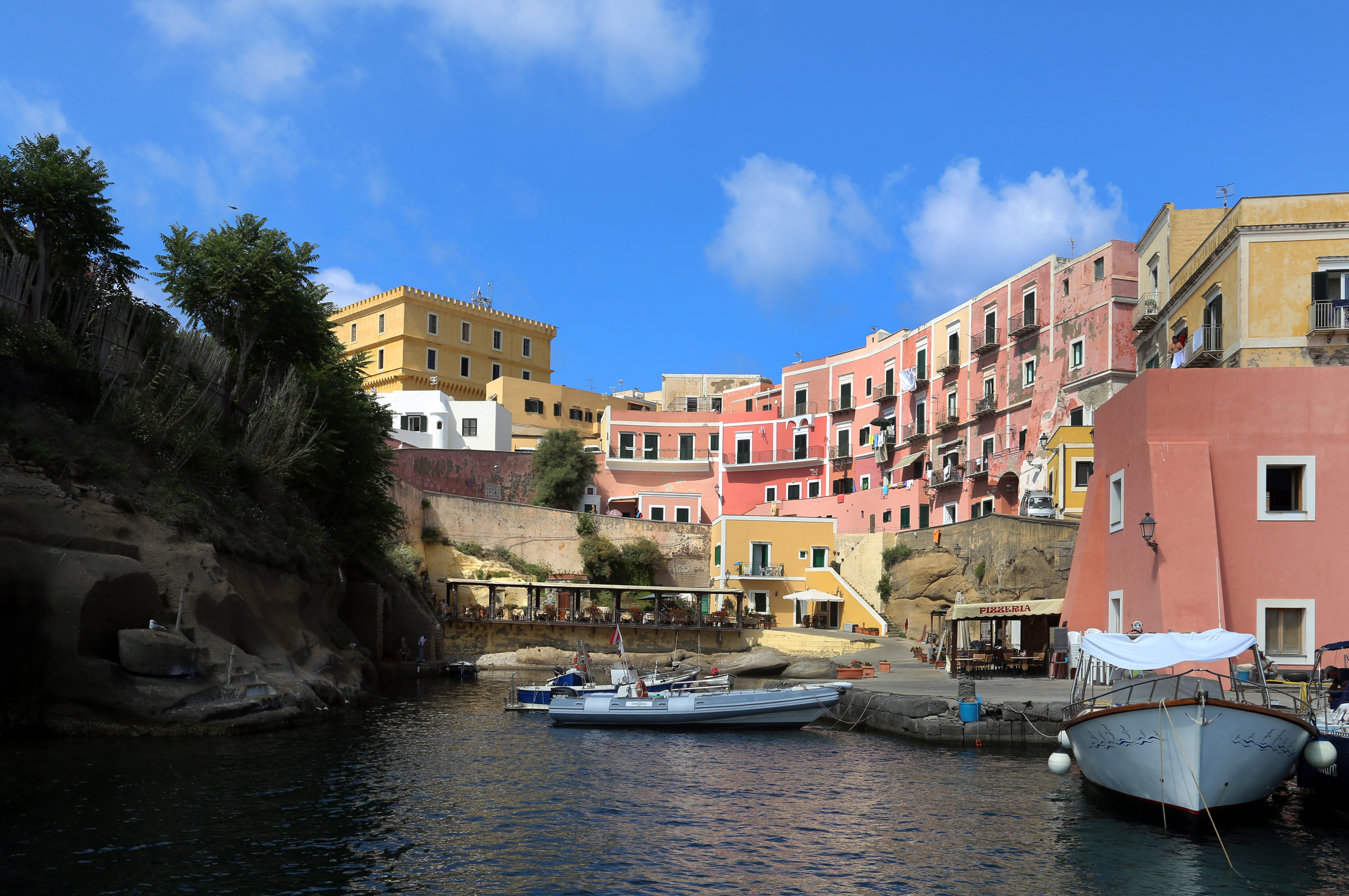
Puerto romano de Ventotene

Ventotene es una localidad y comuna italiana de la provincia de Latina, región de Lacio, con 722 habitantes.

## Evolución demográfica
| Gráfica de evolución demográfica de Ventotene entre 1861 y 2001 |
|                                                                 |
| Fuente ISTAT - elaboración gráfica de Wikipedia                 |

## Geografía física

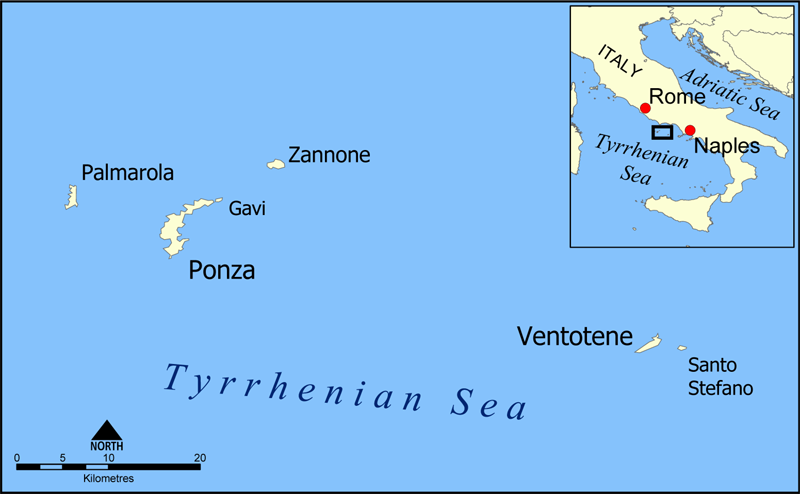
Mapa de la localización de Pandataria (marcada como Ventonete)

El territorio del municipio se extiende sobre la isla homónima, también conocida como Pandataria, especialmente en referencias históricas, y sobre la isla vecina de menor tamaño de Santo Stefano, pertenecientes ambas al archipiélago de las Islas Pontinas, en el mar Tirreno. Con una superficie de 1,54 km² es, por dimensiones, la comuna más pequeña de la Italia central.

## Historia

### En laAntigua Roma
Pandataria también es conocida por ser el lugar al que eran exiliados algunos personajes ligados a la familia imperial durante el Imperio romano. Entre ellos se encuentran las siguientes mujeres:
- Julia la Mayor fue exiliada por su padre, el emperador Augusto, acusada de adulterio.
- Agripina la mayor, hija de Julia, fue exiliada por el emperador Tiberio acusada de conspiración. Ella era la mujer de su sobrino Germánico.
- Las hermanas Julia Livila y Agripina la Menor, hijas de Agripina la mayor, fueron exiliadas por su hermano Calígula cuando éste fue emperador. Ambas fueron acusadas de conspiración.
- Claudia Octavia fue exiliada por su marido Nerón cuando éste fue emperador. La acusación estaba ligada al adulterio.

De la época romana se encuentran diversas ruinas: villas y acueductos, el viejo puerto y estanques modelados en rocas volcánicas de Toba.

### Edad Moderna
En 1795, por orden de Fernando I de las Dos Sicilias, se construyó, con la dirección del arquitecto Francesco Carpi, una prisión en la cercana isla de Santo Stefano. La colonia penal continuó funcionando hasta su clausura en 1965.

### Edad Contemporánea
Durante el período fascista, concretamente desde 1941 hasta 1943, fueron confinados en la isla de Ventotene, no en el cercano penal de San Stefano, numerosos antifascistas de todas las tendencias y personas consideradas indeseables para el régimen. Entre los más conocidos:
- Sandro Pertini, expresidente de la República, 1978-1985
- Luigi Longo, Secretario General del Partido Comunista Italiano, 1964-1972
- Umberto Terracini, fundador del P.C.I.
- Pietro Secchia, dirigente del P.C.I., general partisano de la brigada Garibaldi.
- Eugenio Colorni, Altiero Spinelli, Ernesto Rossi, militantes antifascistas autores del Manifiesto de Ventotene